# Pemuteran
Pemuteran is een dorp aan de noordwestkust van het eiland Bali van Indonesië.
Het ligt niet ver van het eiland Menjangan. Het is een duikgebied.